# チェザーレ・ボニッチ
チェザーレ・ボニッチ（イタリア語: Cesare Bonizzi、1946年3月15日 - 2024年11月18日）は、イタリアのカプチン・フランシスコ修道会の聖職者。 フラテッロ・メタッロ（伊: Fratello Metallo）というヘヴィ・メタルバンドでボーカリストを務めた人物であった。

## 人物
1946年にイタリア北西部の州ロンバルディア州のクレモナ県にあるオッファネンゴにて生まれた。
工場勤務や代理店経営を経た後にカプチン・フランシスコ修道会に入り、コートジボワールでの布教活動を行った。
イタリアに帰国した後の1983年は叙階を受け、聖職者へと任命された。
その後コンサートでアメリカのロックバンドメタリカに出会い、メタルに熱中した。その影響で1990年よりは信仰について説いた曲を歌い始め、以来多くのアルバムをハードロックからニューエイジまで幅広くリリースしてきた。
2009年にメディアへの過剰な露出を疎んでフラテッロ・メタッロの活動を終わらせると、晩年はミラノ市内のムゾッコの修道院に住んでいた。
2024年11月18日、バルバラーノの修道院にて死去。78歳没。

## ディスコグラフィー
- Come Fiamma
- Droghe
- Primi Passi
- Straordinariamente Ovvio
- Maria e Noi
- Francesco Come Noi
- Credo
- Il LA Cristiano
- Vie Crucis
- Misteri